# Герб Грузького (Фастівський район)
Герб Грузького — офіційний символ-герб села Грузького (Фастівського району Київської області), затверджений рішенням Гружчанської сільської ради від 29 липня 2003 року.

## Опис
На лазуровому полі срібний Архистратиг Михаїл із піднятими вгору крилами, золотим німбом та опущеними вниз золотими мечем і піхвами, супроводжуваний внизу срібними шаблями в косий хрест, що символізують героїзм гружчанців у національно-визвольній боротьбі українського народу.
Автор — Є. Букет.
Художник — А. Марчук.

## Символіка
Запис про захоплення урочища Грузькі Руди шляхтичами Харлінськими датується 1 червня 1578 р. Перша письмова згадка про поселення Грузька шляхтичів Харлінських датується 30 липня 1604 р. XVII ст. зведено церкву в ім'я Архистратига Михаїла, якого відтоді вважають покровителем і охоронцем Грузького.
Грузьке увійшло в історію як батьківщина славного гайдамацького ватажка, останнього полковника Коліївщини Івана Бондаренка. Під час повстання влітку 1768 р. кількатисячне військо Бондаренка визволило від поміщиків і орендарів майже все Київське Полісся - територію Макарівського, Бородянського, Іванківського районів Київської області і Брусилівського та Радомишльського Житомирської. Ватажок був підступно схоплений у Макарові, страчений у Чорнобилі.